# Kerlingarfjöll

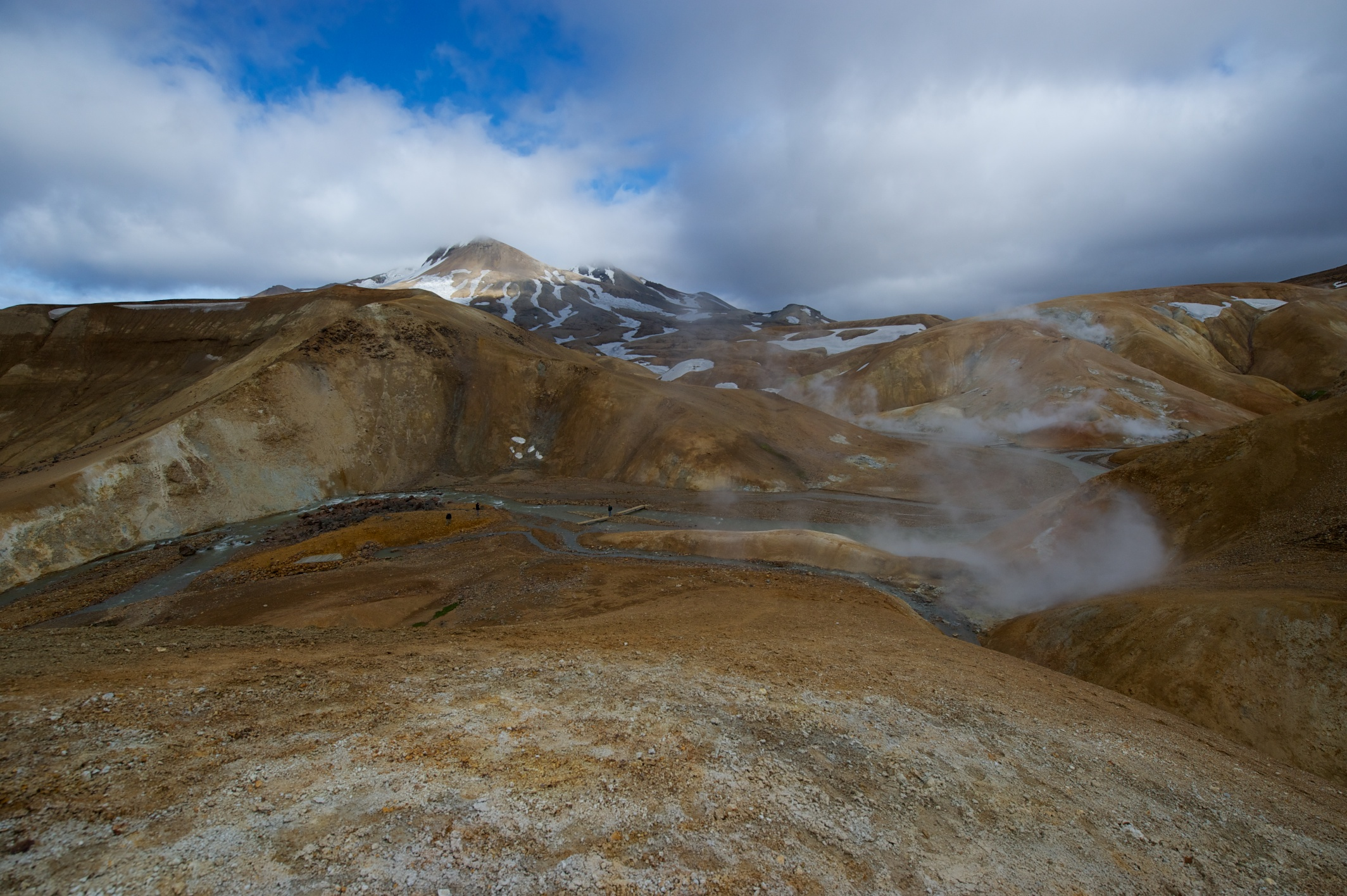
Attività geotermica in una zona della catena montuosa del Kerlingarfjöll.

Kerlingarfjöll è un gruppo montuoso nell'interno dell'Islanda approssimativamente collocato fra i ghiacciai Vatnajökull e Hofsjökull, lungo la pista Kjalvegur che attraversa l'Islanda in direzione nord/sud. 

## Descrizione
Fino al 2000 la catena montuosa era nota come centro sciistico estivo, ma ora con lo scioglimento dei ghiacci è soprattutto meta di turisti che vogliono compiere escursioni nelle zone di attività geotermica.
Le sue vette elevate sono i picchi Loðmundur (1432 m) e Snækollur (1477 m) metri sul livello del mare.
I fiumi Ásgarðsá e Kisa dividono le montagne in due massicci principali, ad est e ovest. Tra i due gruppi montuosi si trova una vasta area di sorgenti calde. I ghiacciai coprono un'area di 8 km².
Nel 2020 la catena montuosa e le aree circostanti sono state incluse in una riserva naturale di 344 chilometri quadrati.

## Denominazione
Il nome della catena montuosa in lingua islandese significa Montagna della Strega, e tradizionalmente è chiamata La strega una torre tufacea alta 25 metri nella zona sud ovest della catena; la leggenda la spiega appunto come una strega o una Troll che non sarebbe riuscita a ripararsi in tempo dalla luce del sole, rimanendo pietrificata.